# UEFA Champions League 2004-2005 (videoigra)
UEFA Champions League 2004-2005 je službena nogometna videoigra UEFA Lige prvaka 2004./05., prva koju je proizveo Electronic Arts. Izašla je u travnju 2005. za PC, PS2, NGC i Xbox.

## Vanjske poveznice
- UEFA Champions League 2004-2005  Arhivirana inačica izvorne stranice od 18. siječnja 2010. (Wayback Machine) na "Gamespot"
- UEFA Champions League 2004-2005  Arhivirana inačica izvorne stranice od 12. veljače 2010. (Wayback Machine) na "PC GameZone"
- UEFA Champions League 2004-2005  Arhivirana inačica izvorne stranice od 11. prosinca 2006. (Wayback Machine) na "Game Infowire"

| Prethodnik:                     | Službena videoigra UEFA Lige prvaka 2004./05. | Nasljednik:                     |
| UEFA Champions League 2001-2002 | Službena videoigra UEFA Lige prvaka 2004./05. | UEFA Champions League 2006-2007 |